# Podskale (Grudna Kępska)
Podskale – część wsi Grudna Kępska w Polsce, położona w województwie małopolskim, w powiecie gorlickim, w gminie Biecz. Wchodzi w skład sołectwa Grudna Kępska.
W latach 1975–1998 Podskale położone było w województwie krośnieńskim.